# Олександропольський договір
Олександропольский договір («Мирний договір між Туреччиною і Вірменією»; тур. Gümrü Anlaşması Gümrü Anlaşması) — мирний договір, який завершив вірмено-турецьку війну 1920 року. Був підписаний на той момент ще невизнаним кемалістським урядом Туреччини і фактично втратившим владу урядом Першої Республіки Вірменії в ніч з 2 на 3 грудня 1920 року в Олександрополі (сучасний Гюмрі). Урядом Вірменської РСР договір не був визнаний, проте обумовлена в ньому втрата Карсськой області потім була закріплена Московським договором Радянської Росії з Туреччиною і Карсським договором.

## Передісторія
Мирний договір був укладений з ініціативи дашнакської Вірменії після розгрому її армії в швидкоплинній війні, інспірованій висновком Севрського мирного договору, підписаного 10 серпня 1920 року представниками 14 держав, в тому числі султанського уряду Туреччини. Воно визнало Вірменію як «вільну і незалежну державу», обидві країни погодилися підкоритися президенту США Вудро Вільсона з арбітражу кордонів в межах вилаєтів Ван, Бітліс, Ерзурум і Трапезунд.
Великі національні збори Туреччини відмовилося ратифікувати Севрський мирний договір як несправедливий і «колоніальний», так як за його умовами довелося б віддати Вірменії частина території, встановленої «Національним турецьким пактом». У розумінні турків в ці території входила не тільки Західна Вірменія, а й принаймні половина території, яку в серпні 1920 року контролювала Республіка Вірменія (вся територія на захід від російсько-турецького кордону, встановленої після війни 1877—1878 років).
Домогтися виконання Севрського договору Вірменія могла тільки військовим шляхом, проте її 30-тисячної армії протистояла 50-тисячна турецька. Успіх в цій кампанії міг би забезпечити союз з Грузією, проте протиріччя між сусідніми демократичними республіками подолати не вдалося. Турецька дипломатія діяла успішніше: після засідання Вищої військової ради 8 вересня в Анкарі в Тифліс виїхав член уряду Юсуф Кемаль-бей, який надіслав звідти телеграму: «Дорога відкрита».
14 вересня в Єреван прибула радянська делегація на чолі з Борисом Леграном, який на наступний день пред'явив вірменському уряду вимоги:
1. Відмовитися від Севрського договору.
2. Дозволити радянським військам пройти через Вірменію для з'єднання з частинами Мустафи Кемаля, що було життєво важливо для забезпечення радянської допомоги Турецькій республіці.
3. Прикордонні суперечки з сусідами вирішувати за посередництва Радянської Росії.

Вірменська делегація відмовилася визнати перший пункт, по іншим же пунктам дала свою згоду і склала проект договору, за яким Радянська Росія визнавала незалежність Вірменії і входження в її склад Зангезура, погоджуючись також виступити посередником між Вірменією і Туреччиною у встановленні вірмено-турецького кордону.
Не дочекавшись початку переговорів за посередництва Радянської Росії, яка в той момент тільки почала налагоджувати співпрацю з кемалістською Туреччиною, Вірменія 24 вересня оголосила Туреччині війну 02[джерело?] Після низки невдалих атак вірменські війська втратили більшу частину зайнятих ними територій і 3 листопада 1920 року запросили перемир'я. Турецька сторона висунула для нього жорсткі умови, ще більш посиливши їх до 7 листопада. Напередодні, 6 листопада, Грузія оголосила про свій нейтралітет, а ще раніше грузинські війська спробували зайняти південну частину Ардаганского округу, який був предметом територіальної суперечки між Грузією і Вірменією. Покинувши один із зайнятих ділянок (район Окама), Грузія залишила за собою район озера Чілдир, з 13 жовтня оголосивши його своїм. Вірменія не змогла цьому перешкодити через відновилися боїв з турками.
Оскільки вимоги турок від 7 листопада означали фактичну капітуляцію Вірменії, парламент республіки відкинув їх, після чого військові дії поновилися. Турецькі війська продовжили наступ на Єреван, в той час, як 3 листопада грузинські війська за згодою уряду Вірменії взяли під свій контроль нейтральну зону, встановлену між двома державами на початку 1919 року, щоб вона не дісталася туркам. Потім, продовжуючи рухатися на південь, грузини захопили весь сектор Лорі, на який претендували з дня проголошення незалежності. За результатами швидко проведеного плебісциту Грузія приєднала цю територію. 15 листопада представник кемалістського уряду в Тифлісі надав Грузії гарантії територіальної цілісності в нагороду за її нейтралітет у вірмено-турецькому конфлікті.
15 листопада уряд Республіки Вірменія звернувся до Великих національних зборів Туреччини з пропозицією мирних переговорів. 18 листопада було укладено перемир'я строком на 10 днів, яке незабаром продовжили до 5 грудня.

## Зміст договору
«Мирний договір між Туреччиною і Вірменією» складався з 16 статей.
Згідно з угодою, до Туреччини відходили Карська область і Сурмалінскій повіт з горою Арарат (понад 20,7 тис. кв. км), тоді як райони Нахічевані, Шарур і Шахтахти оголошувалися тимчасово перебувають під протекторатом Туреччини, де згодом «за допомогою плебісциту буде встановлена особлива адміністрація». Вірменія позбавлялася права втручатися в справи цієї адміністрації, незалежно від того, яку форму вона прийме.
У районах, які відходили до Туреччини, теоретично визнавалася можливість плебісциту, але при цьому Вірменія визнавала їх «незаперечний історичний, етнічний та юридичний зв'язок з Туреччиною».
Вірменія позбавлялася права вводити обов'язкову військову повинність, а максимальна чисельність її армії встановлювалася в 1500 чол. при 8 гарматах і 20 кулеметах.
Вірменія визнавала анульованим Севрський мирний договір і зобов'язувалася відкликати з Європи і США свої делегації і «усунути від державного управління всіх осіб, що провокували і переслідували імперіалістичні завдання», а крім того, визнавала анульованими всі договори, які були укладені на шкоду Туреччині або зачіпали її інтереси.
Туреччина отримувала право контролювати залізниці та інші шляхи сполучення Вірменії, «приймати військові заходи» на території Вірменії.
Окупація турецькими військами територій, які визнавалися за договором частиною Вірменії (Олександропольский повіт), могла бути припинена в разі виконання Вірменією всіх умов договору (що фактично означало можливість для Туреччини нескінченно продовжувати окупацію).
Договір також обумовлював права мусульманського населення Вірменії та порядок повернення біженців: "Сторони погоджуються на повернення на свої місця в межах колишнього кордону всіх біженців за винятком тих, які виселилися протягом світової війни і в рядах противника билися проти свого уряду, і тих, які брали участь в погромах ".
Згідно зі статтею 7, обидві сторони "відмовлялися від будь-яких претензій щодо відшкодування збитків, понесених під час Першої світової війни ".
Договір підлягав ратифікації протягом місяця після його підписання.

## Доля договору
Олександропольський договір був підписаний через кілька годин після того, як представники дашнакскогоуряду уклали угоду з представником РРФСР Леграном про встановлення радянської влади у Вірменії. 4 грудня 1920 року в Єреван вступила Червона Армія. Радянський уряд Вірменії відмовилося визнати договір і оголосило його анульованим.
Де-факто питання, що стосуються проходження вірмено-турецького кордону, були вирішені в лютому-березні 1921 року на Московській конференції між Туреччиною і РРФСР (вірменська делегація, на вимогу Туреччини, на конференцію не була допущена). Тюркознавець Павло Шликов, коментуючи територіальні поступки Радянської Росії Турецькій республіці, вказує: «Москві треба було визначитися, що їй важливіше: Карс або Батумі, який кемалісти теж включили в межі» Національної обітниці" 1920 року (тобто проголосили історично турецькою територією). Оскільки Батумі був портовим містом і мав важливе стратегічне значення, вибір був очевидний. Тому за підсумками Московського договору 1921 року Туреччина передала щойно проголошеній Грузинської РСР Батумі, повернула Вірменській РСР Олександрополь (нинішній Гюмрі), а Азербайджанській РСР — Нахічевань ". Карську область Туреччина залишила за собою, так як це було закріплено Олександрійським договором між Туреччиною і Вірменією дашнака.
Згідно Московського договору, Нахічевань відходила до Радянського Азербайджану. Умови Московського договору від 16 березня 1921 року між Радянською Росією і Туреччиною згодом були оформлені Карсською угодою від 13 жовтня 1921 року, між закавказькими радянськими республіками і Туреччиною. З Олександропольського району турки вивели свої війська до середині травня 1921 року.

## Джерело
- Великая Октябрьская социалистическая революция и победа Советской власти в Армении. Сборник документов, 1957, С. 438.